# 山スキー
山スキー（やまスキー）とは、自然の山の中で行うスキーを用いた移動手段、登山、またはその用具のことである。最近ではバックカントリースキー（BCスキー）、サイドカントリースキー、オフピステスキーなどと呼ばれる事もあるが、これらは登頂よりも滑走に重きを置いている点で山スキーとは区別される。スキーの代わりにスノーボード（スプリットボード）を用いる場合は山スキーとは呼ばない。エクストリームスキーは山スキーの一部である。

## 山スキーのスタイル
山スキーのスタイルは、使用するビンディングの種類により以下の２つに分かれる。
アルペンスキーとテレマークスキーでは、同じスキーでも滑り方が大きく異なり、ブーツやビンディングにも互換性は無い。
アルペン（アルパイン）スキースタイル：踵を固定／非固定に切り替えられるAT（アルパインツーリング）ビンディング（ジルブレッタ、ディアミールなど）を使用する。登行時は踵をフリーにして登り、クライミングサポートが標準でサポートされているものが多い。滑降時は靴とスキー板を完全に固定することが出来て、一般的なゲレンデスキーと同じ滑り方が出来る。長距離を移動するツアースキーでは重い荷物を背負っても滑る事が出来るので、長距離を移動し急斜面の多いヨーロッパでの山岳スキーでは、アルペンスタイルが一般的になっている。ゲレンデ専用のビンディングに取り付けるアダプター（セキュラフィックス、アルペントレッカー）を使用する事も出来るが、板とビンディングを含めた重量が重くなるという難点がある。その他にも、テレマークビンディング並みに軽量化され、対応のブーツを使用するテック（TLT）ビンディングというものも使われる。
テレマークスキースタイル：靴の爪先だけが固定され、滑降時でも踵がスキー板に固定されていない。アルペンに対し比較的軽量（※現在ではより軽量なテック（TLT）ビンディングと呼ばれるアルペンスキー・ビンディングがあり、モデルによってはアルペンの方が軽量である）で、ブーツが自然に曲がるので歩きやすいのが特徴。但しアルペンよりも急斜面の登行性が落ちる（※可動式ビンディングを使えば解決される）上、滑降の限界性能もアルペンには劣るため、緩斜面や上り下りの多いコースに向いている。滑降時は独特のテレマークターンの技術が、主として使われる。テレマークターンは体の重心が大きく上下に動くので、ツアースキーなどで重い荷物を背負っての滑走は筋力と体力が必要となる。クロスカントリースキーやジャンプ用スキーも、これと同じくノルディックスキーの一種である。
両スタイルとも、登行時はスキー板のソール面にクライミングスキン（シールとも呼ばれる）をスキー板の底面に貼り付ける。クライミングスキンは、片方向にのみ引っかかるような毛の生えた布状の物で、これにより後ろに滑りにくくなり、スキーを履いたままでも斜面を登ることができる。また、ソール面にギザギザ模様の刻まれたステップソールを採用している板では、クライミングスキン無しでもある程度の傾斜までなら登ることが出来る（その代償として滑走抵抗は増え、滑走になめらかさを欠く）。
登攀時、岩場などの通過時には山スキーをザックの左右に括り付けることがある。また、スキートップに穴が開いているものもあり、細引きなどでザックに括り付け、引きずりながら緩斜面やアイゼンを装着し斜面を登る、ラッセルを漕ぐなど臨機応変、体力と状況に応じて移動、目的地を目指すこととなる。

## 装備
スキー用具以外は雪山登山と共通する。特に雪崩ビーコン・ショベル、プローブ（ゾンデ棒とも）・無線機・行動食などが必要で、携帯電話やスマートフォンとそのモバイルバッテリーや雪崩ビーコン等に使う予備電池を用意するのも有効である。スキー板やビンディングなどは山スキー専用のものが使われたりもする。また、装備ではないが、冬山遭難における捜索へ対応した保険へ加入しておく事が強く勧められている。

### 服装
ゲレンデ用のスキーウエアでは防水性、透湿性が弱く、また様々な条件下での体温調節に対応しづらいので不充分で、雪山登山と同じ性能のものが必要となる。また、予備防寒着を用意する方が良く、折りたたんでコンパクトに収納できるダウンジャケットが勧められている。

### 板
ゲレンデの物でも併用可能な事があるが、滑走場所によってはカービングスキーが使えない状況もある。山スキー用の板は深雪や悪雪などに対応できるようにフレックスが柔らかく、極端にサイドカーブがある板よりも深雪でも埋まらない幅広のセミファットやファットタイプの板が使われている。またテレマークスキーを中心に、前述のようなステップソール板は少々の傾斜ならクライミングスキンを貼らなくともそのまま登れるため、緩い上り下りの多いコースでは重用される。ステップソール板にも、細いものからセミファットまで種類がある。

### ブーツ
山スキー用ブーツとゲレンデ用のブーツが違う点は、①歩行モード/スキーモードが切り替えでき足首を曲げられる。②ブーツ底部がゴムソールになっている。③重量が軽い、の3点が挙げられる。
一部のモデルを除いて、シェルが柔らかいブーツが多い。
ガルモント(GARMONT)、スカルパ(SCARPA)、ダイナフィット(DYNAFIT)、ブラックダイヤモンド・イクイップメント、ローバー(LOWA)などのメーカーがある。
アルペンスタイルとテレマークスタイルは、ブーツの互換性がない。ただしNTN（New Telemark Norm）規格のテレマークブーツは踵と爪先のコバの形状がアルペンブーツと同じなので、アルペン用ビンディングやATビンディングに装着して滑走できる。また最近では、アルペンスタイルやNTN規格のブーツで爪先と踵部分にテック（TLT）ビンディング対応の金具が埋め込まれているモデルが増えつつある。
オールシーズンタイプの革の登山靴をそのままビンディングに装着できるものもある。

### クライミングスキン（シール）
クライミングスキンは、登行時にスキー板の底面に貼り付けて後方に滑らないようにする粘着テープ状の物である。
元々はアザラシの毛皮で作られていたもので、滑走表面が一方向の毛並みとなっている事から、毛先をスキー板のテール方向に向けて貼り付ける事で、前方へは極めて滑らかに滑走出来るが、後方へは毛先が雪に引っかかって強い抵抗を発生して滑りにくくなる。現在ではアザラシの毛皮が非常に入手困難になったため、代用品として登場したモヘヤ（アンゴラ山羊の毛）や、ナイロンなどの合成樹脂による製品が主流になっている。

### スキーアイゼン（スキークランポン）
ウインドクラストした急斜面でシールが効かない場合、或いはシールと併用し使用することがある。
無い場合は登山靴、ツアースキーブーツにアイゼンを装着し登攀することとなる。

### ビンディング
山スキー用のアルペンビンディングは通常のゲレンデ用のビンディングとは違い、歩行や登行時にはロックを解除して踵部分がヒールピースごと持ち上がる構造になっている。斜面を登るときは歩行モードでヒールを解放し、滑るときは滑走モードでヒールを固定する。軽量なテック（TLT）ビンディングでは、歩行時にはヒールピースを解放して踵のみが上がる構造になっている。
昔は通常ビンディングについているリリース機能やスキーブレーキが付いていなかったが、技術進歩に伴い付け加えられるようになり、安全性はかなり高い。ジルブレッタ(SILVRETTA)、フリッチ ディアミール(Fritschi Diamir)、ダイナフィット TLT、ナクソー(NAXO) などがある。
山スキー用のビンディングのスキーブレーキの有無はまちまちとなっているが、スキーブレーキの有無に関わらず、流れ止め（リーシュコードとも）と呼ばれる紐を使う事が多い。これは深雪斜面で転倒してスキーが外れてしまった場合、スキーが深雪に埋まるなどして紛失したり、外れたスキー板がスキーヤーから離れた場所に留まってしまった場合に深雪でツボ足（スキー板を履かない、ブーツだけの状態）などでの移動が困難あるいは不可能になってスキー板の回収も困難や不可能となる事があるため、転倒時にスキー板の回収を容易にするために使われ、遭難防止の点からも勧められる事がある。
テレマークの場合はテレマークスキーの記事を参照のこと。

### ストック（ポール）
ストック（ポール）はゲレンデ用のものでも使用可能であるが、山スキー用として3段ないしは2段伸縮タイプのものが多用されており、いざという時には左右を繋げてプローブ（ゾンデ棒とも）やテントのポールとして使用出来るものもある。滑落対策としてグリップ部にピッケルを装着できたりするモデルもある。リング（バスケット）は深雪などでも埋まらないように大きいものが推薦される。また、緊急用としてストックに針金を巻き付けておく事も多い。
新雪や深雪の斜面で転倒して、ストックを突いても潜ってしまい、立ち上がれない場合には、ストックを手から外して×形にクロスさせて雪面に置き、雪面からの支持力を高めて、クロスしたストックの中心に手をついて立ち上がる手段がある。

## 技術
通常のゲレンデとは別に山岳スキーなどに使われる滑降方法や登行方法がある。

### キックステップ
ツボ足（スキー板を履かない、ブーツだけの状態）で斜面を歩くとき、爪先を雪面に蹴り込んで足場を作り、登る方法。下りでは逆に踵を雪面に蹴り込んで歩く。何回か蹴り込んで大きな足場を作ることもある。足場を作ったら垂直方向に体重を乗せる。斜め方向に体重をかけるとスリップする危険がある。

### ジャンプターン
ゲレンデとは違い斜面は整備されていない。腰まで埋まる深雪やウィンドパック（表面が固まり、中はやわらかい状態。通称：もなか雪）というのがほとんどであり、滑りやすい斜面というのは限られる。そこで使うのがジャンプターンである。板のテールを上げたり、板全体を持ち上げたりするターンである。山岳スキーでは主に後ろに体重を移動させてスキーのトップを持ち上げ、雪の中に埋まった板を出してターンする方法が取られる。

### テレマークターン
ビンディングのヒールロックをせずに踵を板から解放したまま膝などを曲げてターンする。

## コース
ゲレンデではなく冬山に属するので、危険への対処を各自の責任で行う必要がある。

### ヨーロッパ　アルプス
- オートルート

### 北海道
- 札幌近郊（春香山、無意根山、漁岳、恵庭岳など）
- 大雪山系（旭岳、黒岳、トムラウシ山、ニペソツ山、ニセイカウシュッペ山など）
- 十勝岳連峰（十勝岳、富良野岳、オプタテシケ山、三段山、前十勝岳など）
- 夕張山地（芦別岳、夕張岳など）
- 日高山脈（ペケレベツ岳、伏美岳、トヨニ岳など）
- ニセコ（羊蹄山、アンヌプリ、チセヌプリなど）
- 増毛山地（暑寒別岳など）
- 道東（斜里岳、羅臼岳、知床岳など）
- 道北（利尻山、天塩岳など）

### 青森県
- 八甲田山

### 新潟県
- 大源太山

### 群馬県
- 朝日岳
- 尾瀬

### 長野県
- 御嶽山
- 乗鞍周辺
- ガボッチョ

### 富山県
- 立山周辺

### 石川県
- 白山山系

## 雪崩・遭難の危険性
山スキーは雪山登山と同じ、もしくはそれ以上に雪崩に遭遇するリスクが高い。また、自然の地形を滑走するために通常のゲレンデにはほとんど存在しない危険もあり、立木や深雪の下に埋もれている岩石・切り株などの障害物への衝突、ツリーウェル（木の幹の周辺にできる雪の穴、ツリーホールとも）への落下、クラック（雪の亀裂）などの存在による落下や雪崩、ハーフパイプ形状となった沢地形の雪の下に川の水の存在があって陥没・落下して水没するという事もある。そのため、雪崩や地形等に対する正しい知識と十分な装備の所持が必要不可欠となる。
雪崩に関しては特に命に関わる事が多い。もし巻き込まれた場合、一方の手を口付近に、もう一方の手を空（方向が分かる場合）に向けて突き出し、エアポケット（呼吸のための空間）を確保すると良い。最悪、空の方向が分からなければ、両手で顔周辺に空間を作ってエアポケットを確保するだけでも助かる率が上がるともされる。
雪崩の際に10,000㎡を捜索するのにかかる時間は、遭難者が雪崩ビーコンを所持している場合は5～20分、捜索犬を使う場合は5分～2時間、20人の救助チームを組んで全てプローブ（ゾンデ棒とも）を使って人力で行う場合は最大20時間とされ、時には人力による最大時間を要しても発見出来ない事もあるため、救助率を高めるという点でも雪崩ビーコンの所持が強く勧められている。ただし、雪崩ビーコンとはあくまでも救助率を高めるための物であり、絶対に助かるというものではない事も注意喚起されていて、最初から雪崩発生の危険がある箇所を見極め、そこには近付かない事が大事である。
近年はバックカントリースポーツの広がりによって、バックカントリーでのスキーヤーやスノーボーダーが遭難して山岳救助対象となる件数も増加傾向にある事から、全日本スキー連盟・日本雪崩ネットワーク・各自治体などが注意喚起している。その場合、捜索や救出などの費用はほぼ全額が自己負担になり、かなりの高額となる事もあるので、前述した保険の加入も強く勧められている。

## 山岳スキー競技
山岳スキー（さんがくスキー、英: Ski mountaineering）は、登山をしながらスキーを行うスポーツである。世界的にはSKIMO（スキーモ）という愛称で親しまれている。山岳スキーの英名であるSki mountaineeringの頭文字から取られた。日本では一般的に山岳スキーと呼ばれてる。
2026年のミラノ・コルティナダンペッツォオリンピックで追加種目として採用。またそれに先駆け、2025年アジア冬季競技大会でも公式競技として実施される。国際競技連盟は国際山岳スキー連盟。日本の国内競技連盟は山岳やスポーツクライミングの国内競技連盟でもある日本山岳・スポーツクライミング協会。

### 種目
- スプリント（短距離での個人種目）
- インディビジュアル（長距離での個人種目）
- バーチカル（タイムを競う個人種目）
- チーム（2〜3人で登る長距離種目）
- 混合リレー（男女各1人が2周を走る種目）

五輪ではスプリントと混合リレーが採用される。